# Li Minwei

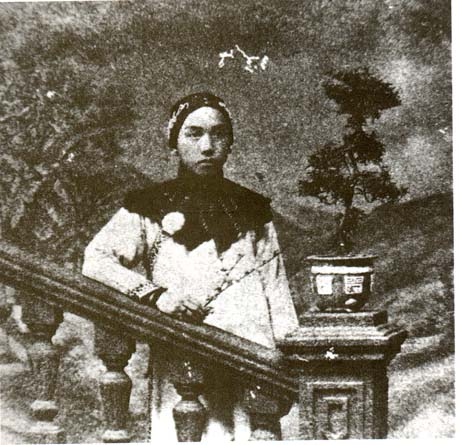
Li Minwei en el film "Zhuangzi Tests His Wife" del 1913

En una onomàstica xinesa Li es el cognom i Minwei el prenom.
Li Minwei (xinès simplificat: 黎民伟) també conegut com Lai Man-Wei (Yokohama 1893 - Hong Kong 1953) Actor, productor i documentalista i director de cinema xinès. Considerat com el "pare del cinema de Hong Kong" i un dels pioners del cinema de la Xina.

## Biografia
D'una família cantonesa de originària de Xinhui, (Guangdong) Li Minwei va néixer el 1893 a Yokohama al Japó, però va créixer a Hong Kong. La seva joventut va estar marcada pel seu compromís revolucionari al costat de Sun Yat-sen: als setze anys es va incorporar a les files de la Tongmenghui (同盟会).

#### Trajectòria Cinematogràfica
A Hong Kong, l'any 1913, Li Minwei va conèixer l'empresari estatunidenc d'origen ucraïnès anomenat Benjamin Brodsky que havia fundat l'Asia Film Company a Shanghai el 1909. Tanmateix, aquell mateix any, 1909, un incendi va destruir l'estudi Fengtai de Ren Jingfeng, a Pequín. Aquest incendi va contribuir al trasllat de Pequín a Shanghai del nucli estratègic de les activitats cinematogràfiques a la Xina i Brodsky va vendre Asia Film Company a dos empresaris estatunidencs, Thomas Henry Suffert i Arthur Julius Israel que van incorporar a dos futurs directors de fama, Zhang Shichaun i Zheng Zhengqiu; Broddsky i Li es va traslladar a Hong Kong. Va ser allà on, l'any 1913, Li Minwei i el seu germà Li Beihai (黎北海) van fundar l'empresa Huamei on hi van produir la primera pel·lícula de Li Minwei: "Zhuangzi Puts His Wife to the Test" (庄子试妻).

##### Creació de Minxin
A Hong Kong l'any 1922, amb els seus dos germans Li Haishan (黎海山) i Li Beihai (黎北海) va fundar una primera productora, amb el nom de Minxin Film Company, també coneguda com China Sun Motion Picture Coimpany Ltd.(民新制造影画公司).Durant els primers anys van produir diversos documentals d'actualitat: i també a Pequín el 1924, va filmar diversos extractes d'òperes interpretades per l'actor i cantant Mei Lanfang.
El 1925, de tornada a Hong Kong, va dirigir amb el seu germà, "Red" (胭脂), una pel·lícula adaptació de la col·lecció de contes fantàstics de Pu Songling (蒲松龄),on Li interpreta el paper principal al costat de la seva segona esposa Lin Chuchu (林楚楚). Però aviat els esdeveniments polítics el van obligar a cessar les seves activitats. El 1925, una vaga que va començar a Shanghai es va estendre a altres províncies xineses, després a Hong Kong. Aquesta primera vaga general, i l'única en la història de la colònia britànica, va durar fins al 1926, paralitzant l'economia i LI Minwei i altres cineastes van abandonar Hong Kong i es van traslladar a Shanghai.Allà amb Li Yinsheng (李应生), van fundar Shanghai Minxin (上海民新公司) on hi van treballar les actrius Yan Shanshan i Lin Chuchu, i la filla de Li Yingsheng, Li Dandan (李旦旦) i directors com Ouyang Yuqian (欧阳予倩), Bu Wancang (卜万苍), Hou Yao (侯曜), que posteriorment formarien la columna vertebral de la companyia Lianhua.
Fins a l'any 1929, Minxin va produir dinou pel·lícules que van destacar de la producció comercial de l'època pel seu nivell artístic i literari. Aquest és especialment el cas de “La rosa de Pushui” -Xi Xiang Ji- (西厢记), dirigida per Hou Yao el 1927, basada en clàssic de la literatura xinesa de la Dinastia Tang.

##### Els estudis Lianhua
El 1930 es van formar per la fusió de North China Film Co., de Luo Mingyou, Minxin Film Company, de Li Minwei, Great China Baihe Film Company, de Wu Xingzai i Shanghai Film Company, de Dan Du Yu. El nom complet original era "Lianhua Film Production and Printing Co., Ltd.". Després de 1932, va passar a anomenar-se Lianhua Film Company, amb la direcció general a Hong Kong. Entre la dotzena de companyies de producció xineses que operaven a la dècada de 1930, Lianhua es va convertir ràpidament en una de les tres empreses més grans, juntament amb els estudis establerts de Mingxing i Tianyi.
"El somni de primavera a la capital antiga" (故都春梦) de Sun Yu va ser la primera pel·lícula de Lianhua (联华影业公司) que es va estrenar l'agost de 1930. Li Minwei va fer una sèrie de pel·lícules en els cinc anys següents i Lin Chuchu, per la seva banda, esdevé una de les estrelles de Lianhua. El 1935 la companyia experimentar dificultats financeres creixents. El 1936, Luo Mingyou es va veure obligat a dimitir i Li Minwei al seu torn va marxar.

##### Documentalista
Li Minwei també és un pioner del documental a la Xina. Va filmar esdeveniments històrics ja el 1921. Gràcies a la seva dedicació es conserven les imatges de Sun Yat-sen, Soong Ching Ling, Chiang Kai-Shek i altres personatges de la història xinesa. Entre els seus documentals històrics destaquen: Sun Yat-sen i la glòria republicana (1921 – 1928), La Resistència del 19è Exèrcit (1932) i La batalla de Shanghai (1937).

#### Guerra sino-japonesa
El 1937 va esclatar la segona guerra sino-japonesa. Negant-se a cooperar amb les forces japoneses, Li Minwei marxà cap a Hong Kong. Després, va anar amb la seva família cap a Canton i més tard a Guangxi. Es va incorporar a la Maison des Arts fundada per un dels directors de Minxin, Ouyang Yuqian.
Acabada la guerra, l'any 1945, va tornar a Hong Kong, però ràpidament va haver d'aturar les seves activitats perquè patia un càncer. Va morir el 26 d'octubre de 1953.

#### L'aportació de la família Li al cinema
15 membres de la seva família són professionals del cinema. Els seus dos germans Li Haishan i Li Beihai, així com les seves dones, van tenir carreres que van marcar el cinema de Shanghai i Hong Kong. El seu fill, Li Keng, es va convertir en una estrella infantil als tres anys. Va protagonitzar amb l'actriu Ruan Lingyu "Divine" i moltes altres pel·lícules clàssiques. La seva filla, Li Xuan, actriu des dels 3 anys, va tenir una brillant carrera al teatre i a la televisió. El seu fill, Li Xi, va participar en el rodatge d'una pel·lícula quan tenia 16 dies, i va filmar amb Ruan Lingyu a Divine quan era un bebè. També va actuar en pel·lícules de petit. Com a director de fotografia que ha guanyat molts premis internacionals. La seva neboda, la filla de Li Haishan, l'actriu Li Zhuozhuo, va començar com a actriu a Lianhua el 1932 i va continuar actuant fins a principis dels anys vuitanta. La seva néta, l'actriu i cantant Li Zi (Gigi Lai), ha treballat al cinema i a la televisió de Hong Kong.

## Filmografia destacada

#### Director o guionista
| Any  | Títol xinès | Títol anglès                       |
| ---- | ----------- | ---------------------------------- |
|      | 莊子試妻    |                                    |
| 1913 | 莊子試妻    | Zhuangzi Puts His Wife to the Test |
| 1927 | 复活的玫瑰  | The Rose of Pushui                 |
| 1927 | 西厢记      | Romance of the Western Chamber     |
| 1941 |             | A Page of History                  |

#### Productor[10]
| Any  | Títol xinès | Títol anglès                     |
| ---- | ----------- | -------------------------------- |
| 1930 | 故都春夢    | The Dream of the Ancient Capital |
| 1931 | 戀愛與義務  | Love and Duty                    |
| 1931 | 桃花泣血記  | The Peach Girl (1931)            |
| 1931 | 一剪梅      | A Spray of Plum Blossoms (1931)  |
| 1933 | 母性之光    | The Sunshine of Mother (1933)    |
| 1934 | 神女        | The Goddess (1934)               |
| 1935 | 國風        | National Customs (1935)          |
| 1936 | 浪淘沙      | Waves Washing the Sand           |
| 1937 | 慈母曲      | Song of Kind Mother (1937)       |
| 1953 | 神犬喋血記  | Wonder Dog to the Rescue (1953)  |